# Targa Aide
 (mai 2021).
La mise en forme du texte ne suit pas les recommandations de Wikipédia : il faut le « wikifier ».
Les points d'amélioration suivants sont les cas les plus fréquents. Le détail des points à revoir est peut-être précisé sur la page de discussion.
- Les titres sont pré-formatés par le logiciel. Ils ne sont ni en capitales, ni en gras.
- Le texte ne doit pas être écrit en capitales (les noms de famille non plus), ni en gras, ni en italique, ni en « petit »…
- Le gras n'est utilisé que pour surligner le titre de l'article dans l'introduction, une seule fois.
- L'italique est rarement utilisé : mots en langue étrangère, titres d'œuvres, noms de bateaux, etc.
- Les citations ne sont pas en italique mais en corps de texte normal. Elles sont entourées par des guillemets français : « et ».
- Les listes à puces sont à éviter, des paragraphes rédigés étant largement préférés. Les tableaux sont à réserver à la présentation de données structurées (résultats, etc.).
- Les appels de note de bas de page (petits chiffres en exposant, introduits par l'outil «  Source ») sont à placer entre la fin de phrase et le point final[comme ça].
- Les liens internes (vers d'autres articles de Wikipédia) sont à choisir avec parcimonie. Créez des liens vers des articles approfondissant le sujet. Les termes génériques sans rapport avec le sujet sont à éviter, ainsi que les répétitions de liens vers un même terme.
- Les liens externes sont à placer uniquement dans une section « Liens externes », à la fin de l'article. Ces liens sont à choisir avec parcimonie suivant les règles définies. Si un lien sert de source à l'article, son insertion dans le texte est à faire par les notes de bas de page.
- La présentation des références doit suivre les conventions bibliographiques. Il est recommandé d'utiliser les modèles {{Ouvrage}}, {{Chapitre}}, {{Article}}, {{Lien web}} et/ou {{Bibliographie}}. Le mode d'édition visuel peut mettre en forme automatiquement les références.
- Insérer une infobox (cadre d'informations à droite) n'est pas obligatoire pour parachever la mise en page.

Pour une aide détaillée, merci de consulter Aide:Wikification.
Si vous pensez que ces points ont été résolus, vous pouvez retirer ce bandeau et améliorer la mise en forme d'un autre article.

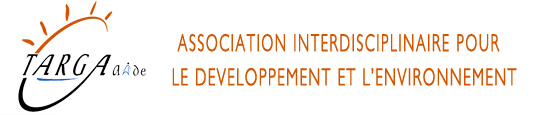
Logo Targa-Aide

Targa-Aide est une  association marocaine à but non lucratif qui œuvre dans le développement durable, la réduction des inégalités socio-économiques et la consolidation d’une culture de démocratie locale participative.
Le nom de Targa, terme  berbère, signifie « canalisation d’eau » (Saguia en arabe) se réfère au domaine d’activité initiale de l’association : la gestion de l’eau potable et d’irrigation dans les villages du Haut Atlas marocain. L’acronyme Aide est formé des initiales de « association interdisciplinaire pour le développement et l’environnement ».

## Histoire

### Création
L'association est créée en 1998, au sein de l’institut agronomique et vétérinaire Hassan-II (IAV) de Rabat, par un groupe d’enseignants-chercheurs issus principalement de l’IAV, de l’université Hassan II de Casablanca et de l’institut national d’aménagement et d’urbanisme de Rabat. Bien avant la création de Targa-Aide, ce groupe de chercheurs conduisait déjà de nombreux projets de recherche-actions au sein de la direction du développement Rural à l’IAV Hassan II, dirigée par le professeur Paul Pascon, sociologue ruraliste marocain,,,,,.

### Évolution
Les activités menées au sein de l’IAV par le groupe des enseignants-chercheurs se sont vite développées, impulsées notamment par des projets menés en Afrique de l'Ouest (Mauritanie, Mali, Gambie…), rendant ainsi le maintien de ces activités au sein d’un établissement étatique très problématique. En 1998, les membres de l’équipe se sont dotés avec l’appui de la direction de l’IAV et la coopération autrichienne d’un cadre institutionnel à caractère associatif, donnant ainsi naissance à Targa-Aide. Depuis, le développement institutionnel de l’association en termes d’indépendance et d’autonomie administratives et financières a connu cinq étapes importantes.
De 1998 à 2000, la quasi-totalité de l’activité de l’association est conduite en partenariat avec l’IAV Hassan II. Cette activité, prolongeant les actions de la direction de développement rural se focalise sur la conception et la mise en œuvre de petits projets participatifs de développement communautaire en zones de montagnes. L’association continue les activités de développement des zones oasiennes en Mauritanie initié par Paul Pascon au sein de l’IAV. La totalité du financement de ces activités est assurée par la coopération internationale (autrichienne, suisse et espagnole).
Du 2000 à 2004, Targa-Aide commence à développer des partenariats et des projets indépendamment de l’IAV. Son portefeuille de projets comporte encore des projets et activités menés en partenariat avec l’IAV. Cependant son activité de recherche-action s’intensifie notamment par des encadrements de travaux de thèses et de fin d’études au profit des étudiants aussi bien nationaux qu’internationaux. Le projet de l’électrification rurale décentralisée par des énergies renouvelables mené en partenariat avec l’école polytechnique fédérale de Lausanne ou le projet de l’éco-construction en terre locale mené dans le cadre d’une coopération autrichienne sont deux exemples des activités de cette seconde phase. Les sources de financement sont encore entièrement issues de la coopération internationale.
De 2004 à 2016, l’association connait un essor important grâce au développement de partenariats avec différents départements ministériels nationaux. Ces partenariats avec les collectivités locales et certains organismes étatiques visent à la promotion du développement rural des zones à écologie sociale et physique fragile[à définir] pour lesquelles une rupture et une redéfinition de nouvelles politiques publiques sont nécessaires. L’intervention de Targa-Aide dans les zones du Cannabis dans le Rif marocain pour comprendre les mutations sociologiques induites par ces pratiques et pour établir une typologie sociale de ces espaces[à définir] reste une action phare de Targa. Durant cette phase Targa acquiert une autonomie financière totale par rapport à l’IAV Hassan II mais son siège se situe toujours dans les locaux de cet établissement.
La période de 2016 à 2020 comporte trois évènements importants :
1. Le déménagement du siège de l’association en dehors de l’IAV Hassan II ce qui lui permet d’acquérir une autonomie totale par rapport à cette institution.
2. En 2016, Targa-aide est reconnue d’utilité publique par le gouvernement.
3. Targa-Aide connait une extension sans précédent grâce à la régionalisation de ses équipes qui sont installées dans dix régions des douze que compte le Maroc.

## Gouvernance
Les organes permanents définis par les statuts de l’association sont :
- L’assemblée générale ordinaire : elle se prononce sur le comité directeur sortant et elle élit le comité directeur. Si besoin, peuvent être organisées des assemblées générales extraordinaires.

- Le comité directeur (CD) : il est l’organe d’administration de l’association dans l’intervalle séparant deux assemblées générales. Il exécute donc les décisions issues des AGO.

- le bureau : il est l’organe d’administration permanente de l’association dans l’intervalle des réunions du comité directeur. À ce titre, il exécute les décisions prises par les assemblées générales et le comité directeur.

- le président : il est l’organe d’administration quotidienne de l’association dans l’intervalle des réunions de ces instances. Il est également le représentant de l’association dans tous les actes de la vie civile, même à l’étranger.

L’association est suivie et contrôlée par un commissaire au compte externe et autonome et tient tous les cinq ans une retraite stratégique[Quoi ?] pour formuler des propositions et orientations aux instances de gouvernance,.